# Laurent Noblet
Pour les articles homonymes, voir Noblet.
 (octobre 2018).
Si vous disposez d'ouvrages ou d'articles de référence ou si vous connaissez des sites web de qualité traitant du thème abordé ici, merci de compléter l'article en donnant les références utiles à sa vérifiabilité et en les liant à la section « Notes et références ».
Laurent Noblet est un scénariste français de bande dessinée et un dessinateur de presse.

## Biographie
Laurent Noblet suit des études de graphisme publicitaire. Il commence sa carrière en collaborant avec les éditions Milan et les éditions Play-Bac. En 2004, il est recruté par Dupuis en tant que scénariste pour Spirou où il crée la série Adostars. Il participe aujourd'hui comme dessinateur de presse à des revues telles que Psikopat, Mazette ou L'Écho des Savanes.

## Œuvre
- Adostars, dessins de Philippe Bercovici, Dupuis :
  1. Presque célèbres
  2. Toujours pas célèbres
  3. J'habite chez un ado !
- Zapping Génération, dessins de Serge Ernst, Dupuis :
  1.  Trop fort !
  2. Trop bling bling !
  3. Trop voyant !
- Game over, dessins de Midam et d'Adam, Dupuis :
  1.  Gouzi Gouzi Gouzi